# Občina Dornava
Občina Dornava (slovinsky Občina Dornava, německy Gemeinde Dornau) je jednou z 212 občin ve Slovinsku. Nachází se v Podrávském regionu na území historického Dolního Štýrska. Občinu tvoří 13 sídel, její rozloha je 28,4 km² a k 1. lednu 2017 zde žilo 2 905 obyvatel. Správním střediskem občiny je vesnice Dornava.

## Členění občiny
Občina se dělí na sídla: Bratislavci, Brezovci, Dornava, Lasigovci, Mezgovci ob Pesnici, Polenci, Polenšak, Prerad, Slomi, Strejaci, Strmec pri Polenšaku, Žamenci.